# Eugeniusz Wilczkowski

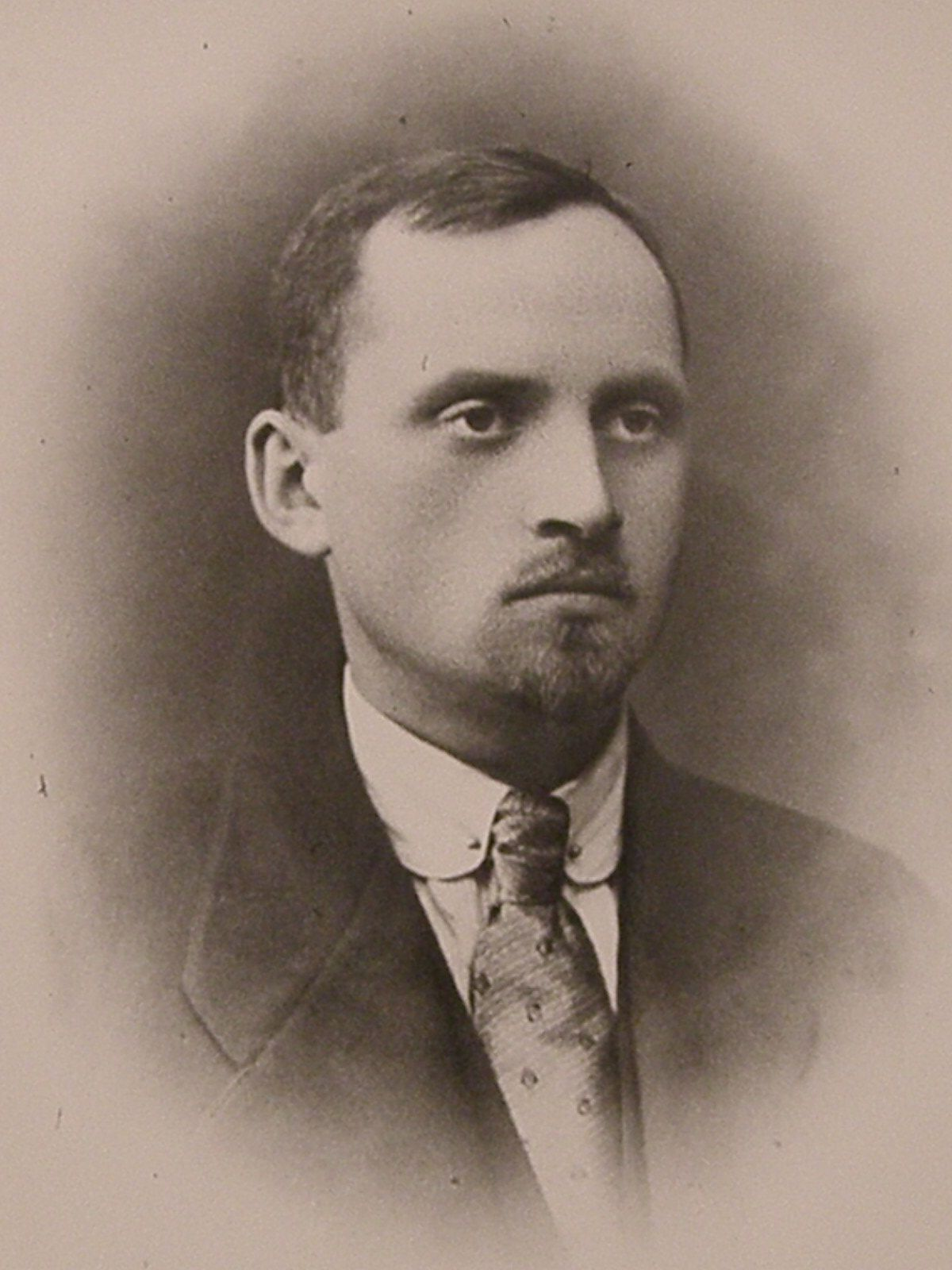
Eugeniusz Wilczkowski ok. 1925 r.

Eugeniusz Wilczkowski (ur. 2 grudnia 1895 w Jekaterynburgu, zm. 10 marca 1957 w Łodzi) – polski lekarz psychiatra, profesor Uniwersytetu Łódzkiego i Uniwersytetu Warszawskiego, specjalista krajowy w dziedzinie psychiatrii.

## Życiorys
W 1914 roku ukończył gimnazjum w Siergijewie pod Moskwą. Studiował medycynę, początkowo na Uniwersytecie Moskiewskim (1914–1918), a następnie na Uniwersytecie w Poznaniu (1919–1923), gdzie w 1923 roku otrzymał tytuł doktora wszech nauk lekarskich. W 1918 roku, jako zwiadowca konny, służył w 12. pułku 3 Dywizji Strzelców Polskich I Korpusu Polskiego w Rosji. W latach 1921–1922 był sekundariuszem w Zakładzie Psychiatrycznym w Kobierzynie, od 1 września 1922 do 15 września 1924 asystentem w Klinice Neurologiczno-Psychiatrycznej w Poznaniu, a od 16 września 1924 do 1 października 1926 lekarzem Szpitala Św. Jana Bożego w Warszawie. Od 1927 do 1933 był asystentem Jana Mazurkiewicza w Klinice Psychiatrycznej Uniwersytetu Warszawskiego, a od 1 marca 1933 dyrektorem Szpitala Psychiatrycznego w Gostyninie. 20 kwietnia 1939 uzyskał habilitację jako docent psychiatrii na Wydziale Lekarskim Uniwersytetu Józefa Piłsudskiego.
We wrześniu 1939 wziął udział w wojnie obronnej jako lekarz w stopniu porucznika w 12. szpitalu ewakuacyjnym pod dowództwem płk. doc. Witolda Eugeniusza Zawadowskiego. W listopadzie 1939 został po raz pierwszy aresztowany przez Niemców. 
6 marca 1940 władze niemieckie przejęły zarząd gostynińskiego szpitala, zwalniając z zajmowanego stanowiska dotychczasowego dyrektora docenta Eugeniusza Wilczkowskiego.
Ponownie aresztowany 18 marca 1942, za działalność w Związku Walki Zbrojnej, został osadzony w więzieniu w Inowrocławiu. Proces odbył się we Wrocławiu. E. Wilczkowski dostał 12 lat więzienia z uzasadnieniem: "za chęć oderwania powiatu gostynińskiego od Rzeszy Niemieckiej". Karę odbywał najpierw w Zwickau, potem w Rawiczu, a następnie w Ostrowie Wielkopolskim. Podczas ewakuacji zbiegł podczas postoju w Krotoszynie. Pomocy udzielił mu lekarz Gerwazy Świderski. Następnie wrócił do Gostynina.
W 1945 roku uzyskał tytuł profesora nadzwyczajnego Uniwersytetu Łódzkiego, natomiast w 1949 roku tytuł profesora zwyczajnego. W latach 1947–1949 był prorektorem Uniwersytetu Łódzkiego, a od 1945 do 1957 roku kierownikiem Katedry i Kliniki Psychiatrycznej Uniwersytetu Łódzkiego (z którego następnie wydzielono Akademię Medyczną w Łodzi). W lutym 1946 na terenie Szpitala dla Nerwowo i Psychicznie Chorych w Gostyninie rozpoczął organizację Domu Rozdzielczego dla polskich sierot przywożonych ze Związku Radzieckiego, który funkcjonował do sierpnia tego roku. Łącznie zarejestrowano w nim 4645 osób.
W latach 1952–1957 pełnił funkcję konsultanta krajowego w zakresie chorób psychicznych. Był przewodniczącym Polskiego Towarzystwa Psychiatrycznego w latach 1954–1956, członkiem korespondentem Polskiej Akademii Umiejętności (1948) i Towarzystwa Naukowego Warszawskiego (1951).
Był żonaty z Marią z Gwizdalskich (1898–1981), mieli dwoje dzieci: Krystynę (1929–1987) i Andrzeja (1931–2022).
Zmarł w Łodzi, pochowany na Starym Cmentarzu w Łodzi.

## Wkład w rozwój nauki i lecznictwa
Był autorem ponad 40 prac z zakresu psychiatrii klinicznej, psychofizjologii i psychopatologii oraz autorem szczegółowego planu organizacji opieki nad chorymi psychicznie, w tym dziećmi, w którym uwzględnił kwestie higieny psychicznej, eugeniki, nerwic, alkoholizmu i narkomanii. Stworzył cenione podręczniki psychiatrii, w których propagował wiedzę na temat diagnostyki chorób psychicznych, podstaw psychopatologii ogólnej, propedeutyki medycyny i deontologii lekarskiej.
Opisał sposób powstawania tzw. odruchów „psycho-chemicznych” zmieniających poziom m.in. alkoholu, chlorków i glukozy we krwi. Wykazał współzależność pomiędzy poziomem aktywności enzymu katalazy w erytrocytach a stanami afektywnymi, co tłumaczył poziomem napięcia w ciele prążkowanym. Przedstawił metodę badania naczyń włosowatych przydatną w diagnostyce padaczki. Stworzył hipotezę o tym, że grupa krwi AB predysponuje do zachorowania na paraliż postępujący. W dorobku naukowym Eugeniusz Wilczkowski reprezentował kierunek badań, zmierzający do wykazania psychofizycznej jedności organizmu człowieka, i starał się wykazać, że zaburzenia psychiczne są konsekwencją zaburzeń somatycznych i na odwrót.

## Wybrane prace
- Badania genealogiczne konstytucyjnych grup serologicznych krwi kilku rodzin, obarczonych chorobami umysłowymi, 1926[19]
- Badania konstytucyjne serologicznych grup krwi u schizofreników i porażenców postępujących, 1927[15]
- Badania kapilaroskopowe u epileptyków, 1929[15]
- Badania nad zachowaniem się katalazy w krwi chorych psychicznie, 1933[15]
- O psycho-chemicznych odruchach we krwi u ludzi. Sur les réflexes psycho-chimiques dans le sang chez l’homme, 1951
- W sprawie nowelizacji programu specjalizacji w zakresie psychiatrii, 1954
- Klinika i zagadnienia alkoholizmu, 1956
- Zagadnienia etiologii i patogenezy schizofrenii, 1959[20]
- Eugeniusz Wilczkowski i Adam Bukowczyk: Krótka diagnostyka psychiatryczna. Państwowy Zakład Wydawnictw Lekarskich, Warszawa, wydanie I – 1961, wydanie II – przejrzane i uzupełnione – 1966.

## Ordery i odznaczenia
- Krzyż Kawalerski Orderu Odrodzenia Polski (9 lipca 1954)[21]
- Krzyż Walecznych (1922)[22][23]
- Złoty Krzyż Zasługi (dwukrotnie: 11 listopada 1937[24], 2 lipca 1947[25])
- Medal 10-lecia Polski Ludowej (13 stycznia 1955)[26]

## Upamiętnienie
Na jego cześć szpital w Gostyninie został przemianowany na Państwowy Szpital dla Nerwowo i Psychicznie Chorych im. Eugeniusza Wilczkowskiego w Gostyninie (od 2000 roku Wojewódzki Samodzielny Zespół Publicznych Zakładów Opieki Zdrowotnej im. prof. Eugeniusza Wilczkowskiego w Gostyninie). Ponadto w Gostyninie (w południowej części miasta) znajduje się ulica nazwana jego imieniem.